# پی‌ال‌ان
پی‌ال‌ان (انگلیسی: State Electricity Company) شرکت برق اندونزیایی است، که در سال ۱۹۴۵ تأسیس شد.